# Provincia senese inferiore
La Provincia senese inferiore fu una suddivisione amministrativa del Granducato di Toscana con capoluogo Grosseto.
La provincia fu istituita il 18 marzo 1766 in seguito alla dissoluzione dello Stato Nuovo di Siena, dopo le riforme avviate dalla dinastia granducale degli Asburgo-Lorena. L'ente rimase attivo – esclusa la parentesi napoleonica – fino al 1º novembre 1825, quando venne istituito il compartimento di Grosseto.
Primo auditore della Provincia senese inferiore fu l'economista Michele Ciani, nominato nell'aprile 1766.

## Suddivisione amministrativa
La provincia era suddivisa in quattro capitanati, otto podesterie con giurisdizione giuridica e in venti vicariati con giurisdizione civile, a loro volta comprendenti oltre 50 comunità e numerosi comunelli.
Al momento della sua istituzione, la provincia venne così suddivisa per volere granducale.
| Podesteria                | Comunità |
| ------------------------- | --- |
| Grosseto                  | Batignano, Campagnatico, Civitella, Grosseto, Istia, Montepescali, Mont'Orsaio, Paganico, Pari e Casale, Roccastrada, Sasso di Maremma, Sticciano                             |
| Massa                     | Massa, Montemassi, Monterotondo, Prata e Perolla, Roccatederighi, Sassofortino, Tatti, Torniella                                                                              |
| Castiglione della Pescaia | Caldana, Castiglione della Pescaia, Colonna, Gavorrano, Giuncarico, Ravi, Tirli                                                                                               |
| Scansano                  | Cotone e Polveraia, Scansano, Magliano, Monte Orgiali, Montiano, Pereta |
| Arcidosso                 | Arcidosso, Cana, Castel del Piano, Castiglioncello Bandini, Cinigiano, Montegiovi, Monte Latrone, Montenero, Monticello, Porrona, Santa Fiora, Seggiano, Stribugliano, Triana |
| Pitigliano                | Castell'Ottieri, Catabbio, Montevitozzo, Pitigliano, San Martino, Sorano, Sovana                                                                                              |
| Manciano                  | Capalbio, Manciano, Montemerano, Roccalbegna, Rocchette, Saturnia, Samprugnano                                                                                                |
| Isola del Giglio          | Isola del Giglio |

La suddivisione amministrativa cambiò in seguito più volte, anche per la generale riforma comunitativa attuata nel 1783. Al momento dell'attuazione della riforma, con motu proprio del marzo 1783, la provincia comprendeva le seguenti comunità:
| Comunità         | Ex comunità                                                       | Comunelli |
| ---------------- | ----------------------------------------------------------------- | --- |
| Arcidosso        | Monte Latrone                                                     | Stribugliano |
| Campagnatico     | Montorsaio, Paganico                                              | Bagnola Tarsinata, Lapidalto, Monteverdi |
| Castel del Piano | /                                                                 | / |
| Cinigiano        | Cana, Monticello, Sasso di Maremma                                | Colle Massari e Vicarello, Castiglioncello Bandini, Porrona                                                                                    |
| Gavorrano        | Caldana, Colonna, Giuncarico, Ravi                                | / |
| Grosseto         | Batignano, Castiglione della Pescaia, Istia                       | Alberese, Tirli |
| Isola del Giglio | /                                                                 | / |
| Manciano         | Capalbio, Montemerano                                             | Marsiliana |
| Massa            | Monterotondo, Prata, Tatti                                        | Perolla |
| Pari             | Civitella                                                         | Badia Ardenghesca, Casale di Pari, Casenovole, Gello di Maremma, Lampugnano, Monte Antico, Monte Frontoni, San Lorenzo a Monte Luco, Secchieta |
| Pereta           | Magliano, Saturnia                                                | Capanne, Murci, Poggio |
| Pitigliano       | /                                                                 | / |
| Roccalbegna      | Rocchette, Samprugnano                                            | Santa Caterina, Triana, Vallerona |
| Roccastrada      | Montemassi, Montepescali, Roccatederighi, Sassofortino, Torniella | Fornoli, Lattaia e Monte Lattaia, Litiano, Sticciano e Pescaia, Torri di Maremma                                                               |
| Santa Fiora      | Castell'Azzara, Selvena                                           | Bagnolo, Bagnore, Cellena, Cortevecchia, Macereto, Monte Calvo, Selva, Sforzesca                                                               |
| Scansano         | Cotone, Montiano, Montorgiali                                     | Collecchio, Montepò e Pomonte, Pancole, Poggioferro, Polveraia                                                                                 |
| Seggiano         | Montegiovi, Montenero                                             | Potentino |
| Sorano           | Castell'Ottieri, Sovana                                           | Elmo Vivo, Montebuono, Montevitozzo, San Martino, San Giovanni                                                                                 |